# Linda Fried
Linda P. Fried (1949) è una medica ed epidemiologa statunitense, geriatra, la prima donna preside della Mailman School of Public Health della Columbia University.
La sua carriera di ricerca si è concentrata sulla fragilità, sull'invecchiamento in buona salute e su come la società può trarre vantaggio dall'invecchiamento della popolazione.

## Biografia
Nata a New York, Fried ha frequentato la Hunter College High School . Ha conseguito la laurea in storia presso l' Università del Wisconsin-Madison nel 1970. Ha conseguito la laurea in medicina presso il Rush Medical College di Chicago nel 1979 e la laurea in medicina presso la Johns Hopkins nel 1984, dove ha lavorato con Paul Whelton. Si è formata in medicina interna al Rush Presbyterian-St. Luke's Medical Center di Chicago. Dopo una borsa di studio in medicina interna, ha presto ampliato i suoi interessi all'invecchiamento della popolazione e ha ricevuto una borsa di studio nel programma di geriatria di Hopkin.

## Carriera
Nel 1985, Fried ha accettato gli incarichi di facoltà congiunte presso la Johns Hopkins School of Medicine e la School of Hygiene and Public Health . Ha continuato il suo impegno come direttrice della medicina geriatrica e direttrice fondatrice del Johns Hopkins Center on Aging and Health, che studia l'epidemiologia dell'invecchiamento, le relazioni tra invecchiamento e salute e gli interventi per migliorare la salute durante l'invecchiamento. Nel 2008, Fried è diventata la prima donna preside della Mailman School of Public Health della Columbia University, professoressa di epidemiologia alla DeLamar, professoressa di medicina al College of Physicians and Surgeons della Columbia; e vicepresidentessa senior del Columbia University Medical Center.

### Ricerca sull'invecchiamento
Prima del lavoro di Fried, "fragilità" era un termine medico ambiguo che si riferiva comunemente a una serie di disturbi e disabilità. Fried ha sviluppato una teoria basata sulla biologia sulla presentazione clinica o sul fenotipo della fragilità e ipotesi sulla sua eziologia nella disregolazione dei geni e di alcuni sistemi fisiologici. Ha guidato gruppi scientifici che hanno sviluppato uno strumento di valutazione e creato una definizione più concreta di fragilità. Fried ha anche avviato una serie di studi chiave sulla causa della fragilità e ha proposto e sviluppato l'idea di una sindrome da fragilità. La dott.ssa Christine K. Cassel, presidente e amministratore delegato dell'American Board of Internal Medicine, ha osservato che il lavoro di Fried “è diventato una conoscenza fondamentale e un insegnamento fondamentale in ogni programma geriatrico” nel paese.
All'inizio degli anni '90, Fried ha collaborato con l'attivista sociale Marc Freedman e altri per progettare e sviluppare un programma di volontariato a livello nazionale chiamato Experience Corps. Il programma forma volontari adulti, di età pari o superiore a 55 anni, per migliorare il successo scolastico degli studenti nelle scuole elementari pubbliche economicamente svantaggiate. Fried e Freedman hanno coprogettato il programma per avere un impatto sociale con i bambini e le scuole e come intervento di salute pubblica per migliorare la salute dei volontari. Uno studio del 2009 che utilizzava la risonanza magnetica funzionale ha mostrato che i partecipanti hanno sperimentato guadagni a breve termine nella funzione cognitiva esecutiva rispetto a un gruppo di controllo. Il programma ora esiste in 19 città degli Stati Uniti sotto l'egida di American Association of Retired Persons (AARP).
Nel 2010, Fried è stata indicata come la terza autrice più citata nel campo della geriatria e della gerontologia. Il suo articolo del 2001 Frailty in old adults: Evidence for a fenotipo, ad esempio, è stato citato 5.513 volte.

### Columbia Mailman Scuola di sanità pubblica
In qualità di preside, Fried ha guidato un'importante riprogettazione del curriculum MPH della scuola per riflettere una nuova enfasi sull'orientamento interdisciplinare basato su una nuova visione della salute pubblica e della conservazione e prevenzione della salute in ogni fase della vita. Il curriculum rivisto, che include la formazione alla leadership e l'istruzione basata su casi di studio nell'applicazione della teoria alla pratica, è partito nell'autunno del 2012. Nel 2011, è stata determinante nel portare l'International Longevity Center, un centro di ricerca e sostegno sull'invecchiamento fondato dal compianto Robert N. Butler, alla Columbia University. Fried ha guidato la scuola per costruire il primo programma della nazione in una scuola di salute pubblica sul clima e la salute e lauree in questo campo e ha fondato il Global Consortium on Climate and Health Education; ha lanciato il Lerner Center for Public Health Promotion, la Columbia Public Health Corporate Partnerships, il Program in Global Health Justice and Governance, ha stabilito un programma leader in Data Science for Health. Tra le molte altre innovazioni, Fried ha guidato la scuola nella creazione di iniziative di ricerca e educative sulla prevenzione dell'obesità, sulla scienza dei sistemi e sugli approcci di salute pubblica per prevenire la carcerazione.
Fried è un membro del Global Agenda Council on Aging del World Economic Forum e del MacArthur Network on an Aging Society. È stata co-presidente dell'iniziativa 2019-2022 della National Academy of Medicine per una Global Roadmap for Healthy Longevity.

## Riconoscimenti
- 2001-oggi, membro eletto, Istituto di Medicina dell'Accademia Nazionale delle Scienze
- 2001-oggi, membro eletto, Association of American Physicians
- 2001 Premio al merito, Istituto Nazionale sull'Invecchiamento
- 2011 Silver Innovator's Award, Alliance for Aging Research
- 2011, Premio Enrico Greppi, Società Italiana di Gerontologia e Geriatria
- 2012, Silver Scholar Award, Alliance for Aging Research
- 2012, Premio Longevità, Fondation Ipsen
- 2016, Premio Internazionale Institut national de la santé et de la recherche médicale|Inserm
- 2018, Lifetime Achievement Award, International Conference on Frailty and Sarcopenia
- 2019, The Alma Morani Renaissance Woman Award, Women in Medicine Legacy Foundation
- 2022, Medaglia Kober, Associazione dei medici americani